# うた髑髏 -劇団☆新感線劇中歌集-
『うた髑髏-劇団☆新感線劇中歌集-』（うたどくろ - げきだん☆しんかんせんげきちゅうかしゅう）は、デーモン閣下の9枚目のオリジナル・アルバム。

## 概要
ソニー・ミュージックレーベルズ系列であるアリオラジャパン移籍後三作目のオリジナル・アルバム。
これまで、デーモン閣下は四半世紀に渡り劇団☆新感線に対し、20曲以上の劇中歌を提供しており、本作はそれらのコラボレーションした楽曲の中から、厳選した12曲に2コーラス目以降の追加や、歌詞の書き直しなどのアレンジを加え、まとめたアルバムとなっている。
初回生産限定盤は、紙ジャケット仕様であり、表紙の墨絵は東學が手掛けた。また、CDの他に、いのうえひでのり、古田新太、デーモン閣下による約58分の座談映像や、ミュージック・ビデオを収録したDVD、フォトブックレットが付属している。
初回生産限定盤・通常盤共通で、中島かずきによるライナーノーツ、デーモン閣下による劇中歌解説が掲載された。

## 収録曲

### CD（初回生産限定盤・通常盤共通）
（全作詞：デーモン閣下、全作曲（特記以外）：岡崎司）
1. 修羅と極楽
『修羅天魔〜髑髏城の七人　Season極』使用曲[2][3][6]。
アルバムリリースに先駆け、10月8日に先行配信された[4][8]。
劇中では1番のみが流されたが、今回アルバムに収録するにあたり、2コーラス目から先を書き足し、新たなアレンジのもとでレコーディングされた[4][8]。
2. Love Dies
『星の忍者〜Stranger in a Strange Star』使用曲[2][3][6]。
3. いきる
『修羅天魔〜髑髏城の七人　Season極』使用曲[2][3][6]。
様々な事情を抱え、争いに巻き込まれた者たちが、生き残りもう一度会おうと誓い合う楽曲である[10]。
4. 天魔王誕生
『髑髏城の七人〜Season月』使用曲[2][3][6]。
5. 刃よ明日に向かえ
『髑髏城の七人〜Season月』使用曲[2][3][6]。
6. きみ死に給ふことなかれ
『髑髏城の七人〜Season月』使用曲[2][3][6]。
7. 流れながれて極楽に
『修羅天魔〜髑髏城の七人　Season極』使用曲[2][3][6]。
8. The Rock Age - 闇に集いし妖しき衆生 -
作曲：デーモン閣下
『星の忍者〜Stranger in a Strange Star』使用曲[2][3][6]。
9. 名もなき火の鳥
『修羅天魔〜髑髏城の七人　Season極』使用曲[2][3][6]。
10. Burning Beauty
作曲：デーモン閣下
『星の忍者〜Stranger in a Strange Star』使用曲[2][3][6]。
2002年のアルバム『SYMPHONIA』収録曲のリマスター[2][3][6]。
11. Medleyさんちゃご 〜神の王国をつくれ 〜なぜに奪われし光
『ROCK MUSICAL「SHIROH」』使用曲[2][3][6]。
2012年のアルバム『MYTHOLOGY』収録曲のリマスター[2][3][6]。
12. Get The Planet's Power!
『星の忍者〜Stranger in a Strange Star』使用曲[2][3][6]。

### DVD（初回生産限定盤のみ）
1. 修羅と極楽 (MUSIC VIDEO)
アルバムリリースに先駆け、10月8日に公開された[4][8]。
2. 劇団☆新感線主宰・いのうえひでのり氏、俳優・古田新太氏、デーモン閣下のスペシャル座談映像
アルバム発売日に、抜粋した2分間の映像が公開された[5][9]。